# Сила є право
«Сила є право», або «Виживання найпристосованіших» (англ. Might is Right, or The Survival of the Fittest) — книга, випущена під псевдонімом «Раґнар Рудобородий» (англ. Ragnar Redbeard) 1890 року. В книзі захищаються ідеї соціального дарвінізму. У своїй роботі Рудобородий заперечує ідеї людських або природних прав й стверджує, що лише сила є підґрунтям будь-якого права.

## Авторство
Існує припущення, що ім'я є псевдонімом, серед різноманітних версій його приписують Артурові Десмонду, Джекові Лондону або Амброзові Бірсу, також існує версія про те, що під псевдонімом приховується дві особи (однією з яких також наводиться ім'я Джека Лондона).

### Артур Десмонд
Існує думка, що псевдонім Раґнар Рудобородий належить австралійському письменникові, поетові, журналістові та видавцю Артурові Десмонду, рік народження, рік, місце та спосіб смерті якого в різних джерелах також різноманітні. Але існують незбіжності між поглядами та переконаннями Десмонда та змістом твору «Сила є право». Серед подібних виділяють той факт, що Артур Десмонд активно співпрацював з соціалістичними та анархістськими колами, в той час як «Сила є право» містить багато критичних відгуків, спрямованих в сторону тих самих кіл. Серед фактів, які підтверджують приналежність псевдоніма Десмондові, також виділяють деякі зв'язки змісту твору з Австралією та Новою Зеландією, де Десмонд переважно жив та працював. За цією ж версією твір було написано 1893 року в Австралії.

### Джек Лондон
На користь версії, що псевдонім Раґнар Рудобородий належить Джекові Лондону, постає той факт, що Лондон на стадії своєї ранньої творчості підтримував ідеї Фрідріха Ніцше, Герберта Спенсера та Чарльза Дарвіна. «Сила є право» містить в собі багато ідей, висловлених вказаними особистостями. Але, за сприйняття того факту, що «Сила є право» була написана 1895 року, то Джекові Лондону в цей час було 19 років. Десь в цей час Лондон починав свої перші творчі кроки, до того ж написання в 19 років подібного, насиченого багатьма посиланнями, твору є сумнівним. Крім того Джек Лондон не писав поезій, в той час, як в творчості Рудобородого присутня певна кількість віршів.